# ハリス・マン

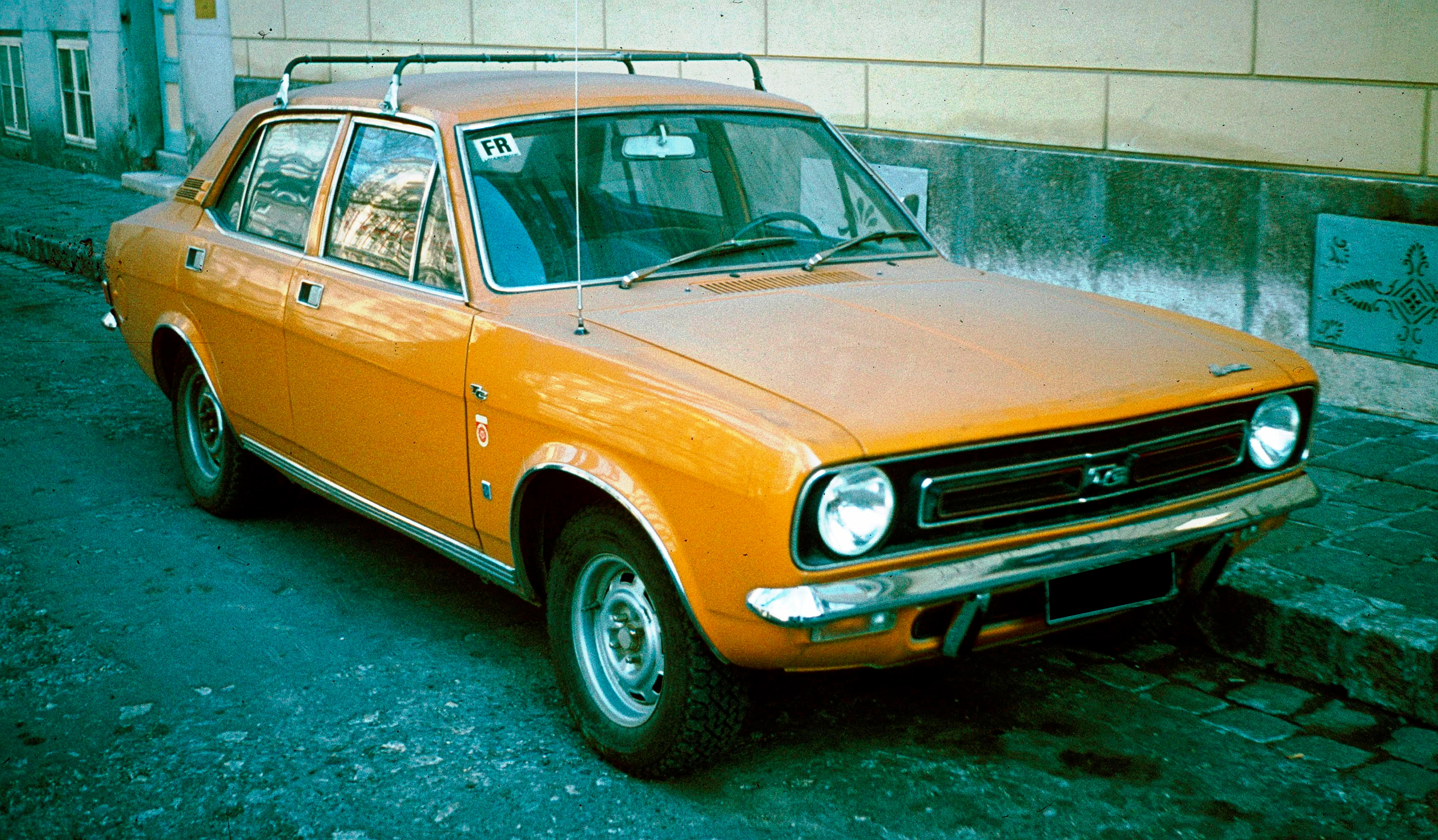
1971年モーリス・マリーナ

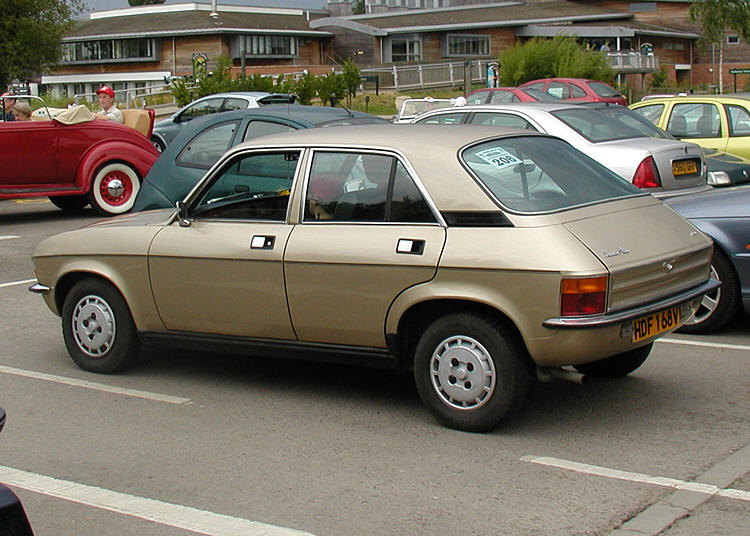
1979年オースチン・アレグロ

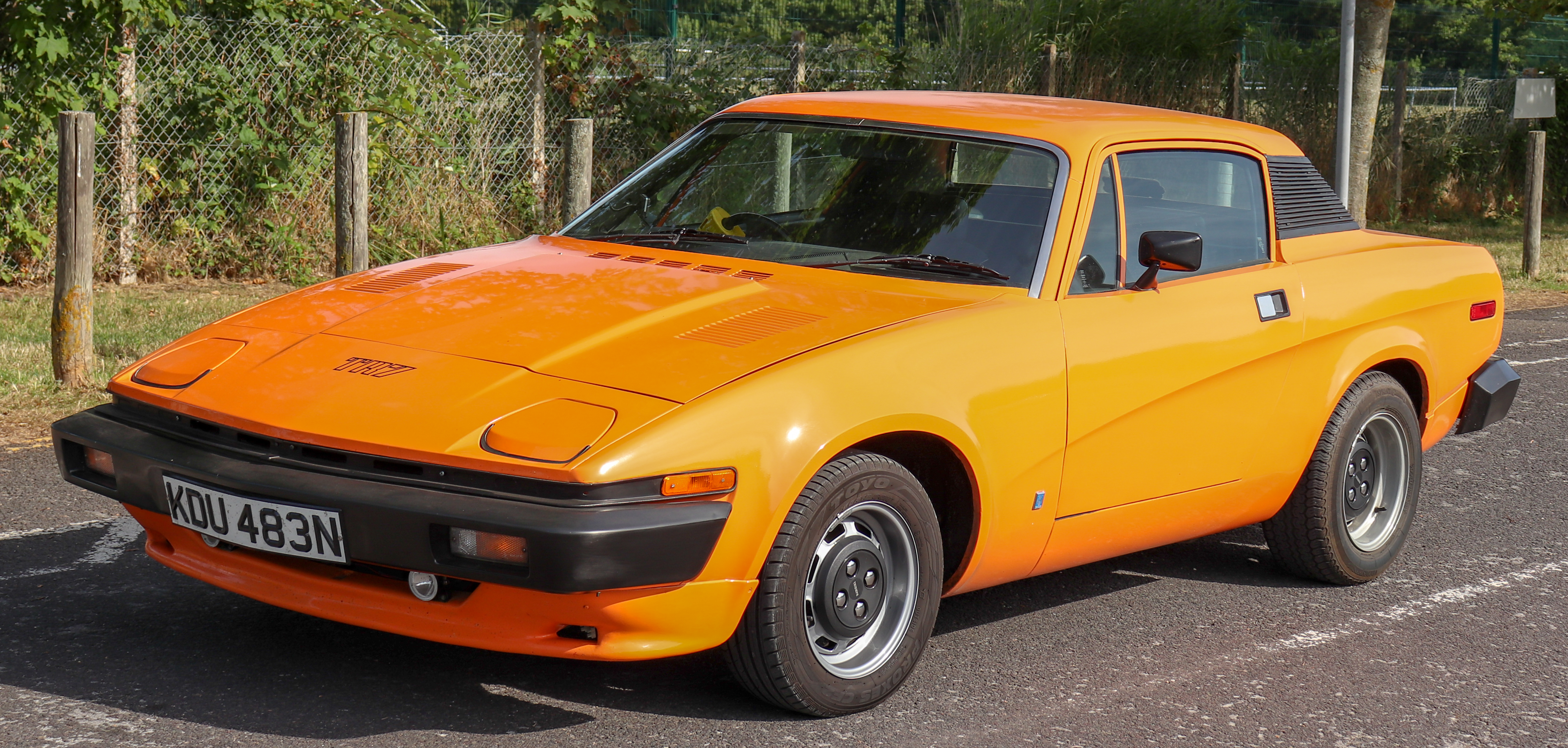
1975年トライアンフTR7

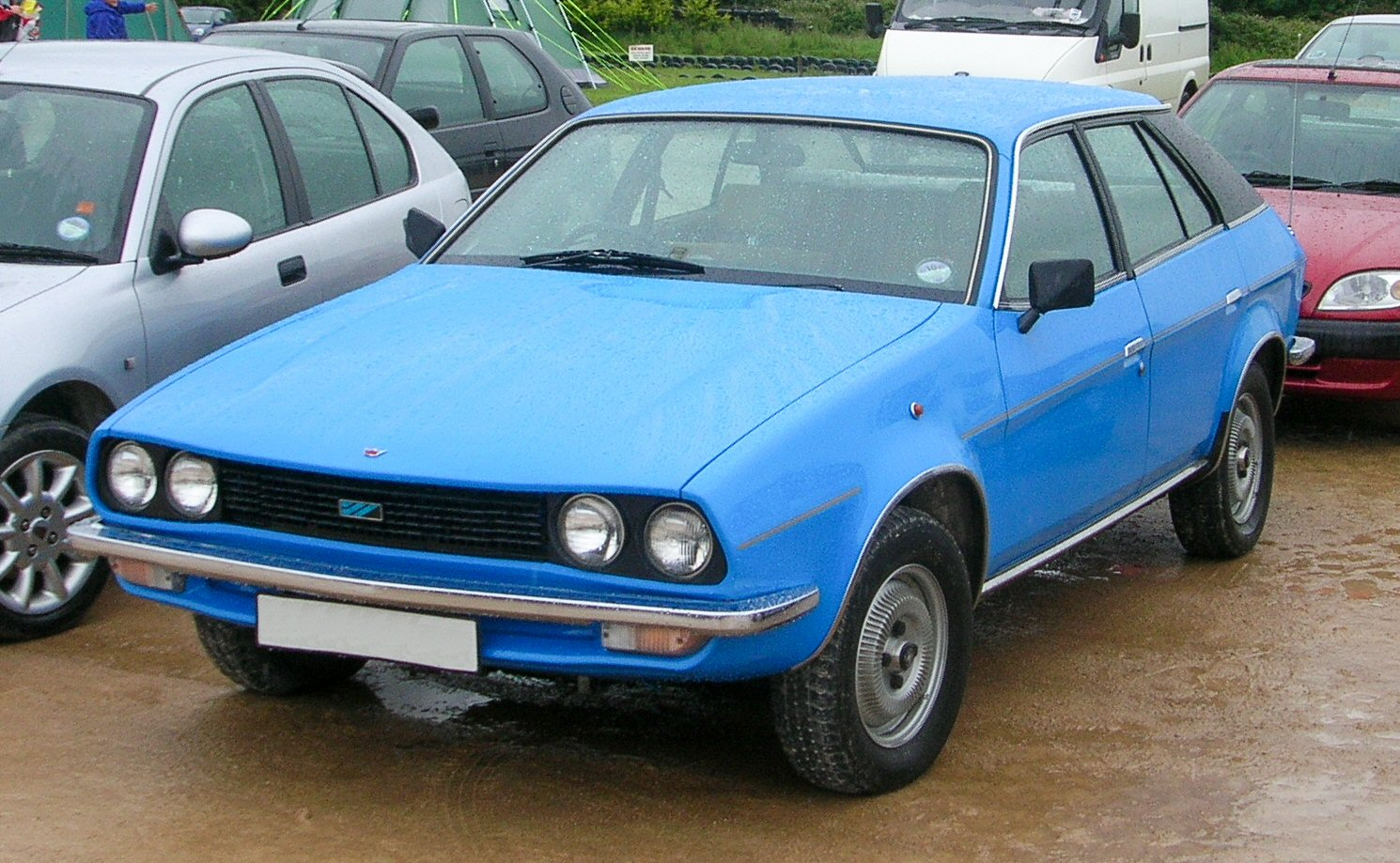
1979 BLプリンセス2

ハリス・マン（Harris Mann、1938年4月 - 2023年8月14日）は、イギリスの自動車デザイナーである。
1970年にBLMCのチーフスタイリストに就任し、1970年代後半に退職するまでモーリス・マリーナ、オースチン・アレグロ・トライアンフ・TR7/8・BL・プリンセスなどの、この時代の同社製乗用車をデザインした。
当時、経営・労務の混乱から開発能力・品質管理の両面で最悪の状態に陥っていたBLにおいて、しばしば奇をてらい過ぎたアンバランスなデザインに走り、これがそのまま生産化されてしまうことで、当時のBLニューモデル群が市場の不評を買う一因を作った。手掛けたスタイリングの多くは後年に至るまで評価が低く、後のマイナーチェンジで他のデザイナーによって改変された事例が多い。

## 略歴
1938年ロンドン生まれ。ウェストミンスターの技術学校を卒業し、最初にバス車体メーカー・Dupleに就職、後にレイモンド・ローウィの事務所に転じた。短期間の兵役を終えた後にルーツ・グループ（商用車のコマーを担当）、そしてイギリス・フォードに入社した。フォードではチーフデザイナーのロイ・ヘインズの下、初代エスコート・初代カプリのデザインを補佐した。
ヘインズは1967年にBMCに転じたが、その際マンを誘い、二人はともにカウリーの旧モーリス工場にあったBMCのデザインスタジオに移った。マンの最初の仕事は当時のベストセラーカー・フォード・コーティナ（2代目のデザインはヘインズの作品であった）の対抗馬として開発されていたモーリス・マリーナのデザインであった。1970年、カウリーのスタジオがオースチン系のロングブリッジ工場に統合された際にヘインズは退職、32歳のマンがBLMC乗用車のデザイン責任者となった。ただしジャガーではウィリアム・ライオンズが、ローバーではデビッド・ベイチュがそれぞれスタイリング部門を掌握しており、統合は不完全なものであった。
BLMCで彼はまずヘインズが進めていたオースチン・アレグロのプロジェクトを引き継ぎ、続いて'Diablo'というプロジェクト名であったBL・プリンセスのデザインを行った。更にトライアンフ・TR7/8を手がけた。
マンのデザインした各車はいずれも当時のBLMC/BLが抱えていた品質上の問題もあって、マーケットには決して好評には受け入れられなかった。マンはプリンセス・TR7に見られるように極端なウェッジシェイプ（くさび形）のデザインを好んだが、ボディ全体のプロポーションや、ディテール例えばテール部分のデザインとのマッチングなどへの配慮は充分とは言えなかった。また、彼はアレグロで四角いステアリングホイール（ブラウン管テレビのスクリーンのような形）を試みたが、これも不評でわずか2年で通常の丸型に戻された。
結局、マリーナは1980年にジョルジェット・ジウジアーロによって大幅に手直しされてモーリス・イタルに、プリンセスも1982年に前後デザインを大幅に改造して5ドアハッチバック化されたオースチン・アンバサダーとなり、TR7には1979年にオープンモデルが登場して不評だったルーフ部分の重苦しさが解消されるなど、多くの場合、マンのオリジナルデザインには彼の退職後、大幅な修正が加えられた。また、1970年代末以降に発表されたローバー・メトロやオースチン・マエストロなどのBL製新型車のデザインは後任のチーフスタイリストであるイアン・ビーチ（英:Ian Beech ）が、デビッド・ベイチュの助言の下で行うこととなった。
退職後彼はフリーランスのデザイナーとなって、1990年代のローバー各車のMG化（ZR・ZS・ZTへの再デザイン）にも関与した。
2023年8月14日に死去。85歳没。